# فتح بریتانیا از سوی امپراتوری روم
فتح بریتانیا از سوی روم فرایندی بود دربرگیرندهٔ گرفتنِ قلمرو واقع در جزیرهٔ بریتانیا به دست نیروهای رومی.
این کار در سال ۴۳ پس از میلاد در زمان امپراتور کلودیوس آغاز شد و سال ۸۷ یعنی زمان پایه‌گذاری استانگیت، به پایان شد.
ارتش روم برای گذر از کانال مانش، از ناوگان نوبنیاد کلاسیک بریتانیکا که دربردارندهٔ کشتی‌های گالیِ جنگ مدیترانه‌ای (که چوب‌شان کلفت‌تر و در آب‌های متلاطم پایدارتر بودند) بود بهره بردند.
رومی‌ها زیر فرماندهی سردار خود آئولوس پلاتیوس در چندین نبرد علیه دودمان‌های انگلیسی از جمله نبرد مدوی، نبرد تیمز، و در سال‌های بعد نبرد کار کارادوک علیه کاراتاکوس و نبرد مونا در انگلسی، راه خود را به درون کشور گشودند.
در پی خیزش همگانی در سال ۶۰ پس از میلاد که در آن بانو بودیکا شهرهای کامولودونوم، ورولامیوم و لوندینیوم را تاراج کرد، رومی‌ها شورش را در نبرد خیابان واتلینگ سرکوب کردند.
آنها سرانجام در نبرد مونس گراوپیوس تا شمال کالدونیای مرکزی پیش رفتند.
حتی پس از ساخت دیوار هادریان به عنوان مرز، دودمان‌ها در اسکاتلند و شمال انگلستان بارها بر فرمانروایی روم شوریدند و دژها در شمال بریتانیا برای نگاهبانی در برابر این تاخت و تازها گسترش یافت.

## بن‌مایه
- همکاری‌کنندگان ویکی‌پدیا، «Roman conquest of Britain»، ویکی‌پدیای انگلیسی، دانشنامهٔ آزاد (بازیابی ۲۸ شهریور ۱۴۰۰)

1. ↑  Gillespie, Caitlin C. (2018). Boudica: Warrior Woman of Roman Britain. Oxford University Press. ISBN 978-0-19-087558-9.
2. ↑  Nicholas, Crane (2016). The Making Of The British Landscape: From the Ice Age to the Present. ISBN 978-0-297-85735-8.
3. ↑  Copeland, Tim (2014). Life in a Roman Legionary Fortress. Amberley Publishing Limited. ISBN 978-1-4456-4393-9.
4. ↑  ناوگان اُستانی نیروی دریایی روم باستان. هدف آن کنترل کانال مانش و آب‌های پیرامون استان رومی بریتانیا بود